# Бобинец, Анна Михайловна
Анна Михайловна Бобинец (23 июня 1928, село Изки, теперь в Пилипецкой сельской общине Хустского района Закарпатской области Украины) — украинский советский деятель, новатор сельскохозяйственного производства, доярка колхоза «Завет Ильича» Межгорского района Закарпатской области. Депутат Верховного Совета УССР 8-го созыва. Герой Социалистического Труда (8.04.1971).

## Биография
Родилась в крестьянской семье. С конца 1940-х годов работала колхозницей, звеньевой полеводческой звена колхоза «Завет Ильича» села Изки Межгорского района Закарпатской области. Выращивала высокие урожаи картофеля.
С 1963 по 1974 год — доярка колхоза «Завет Ильича» Межгорского района Закарпатской области. Добивалась высоких надоев молока. В 1970 году получила по 4636 килограммов молока от каждой из 13 коров своей группы.
Без отрыва от производства окончила вечернюю среднюю школу. Руководила Межгорской районной школой передового опыта доярок Закарпатской области. В 1974 году из-за профессионального заболевания стала инвалидом 2-й группы и вынуждена была оставить работу.
Воспитала шестерых детей.
Потом — на пенсии в селе Изки Закарпатской области.

## Награды
- Герой Социалистического Труда (8.04.1971)
- орден Ленина (8.04.1971)
- медаль «За доблестный труд. В ознаменование 100-летия со дня рождения Владимира Ильича Ленина» (1970)
- медали
- звание «Мать-героиня» (30.11.2013)

## Ссылка
- Бобинец Анна Михайловна
- Счастье приносят дети и внуки (рус.)